# Isospora cardellinae
Isospora cardellinae é uma espécie de parasita interno classificado em Coccidia. Foi encontrado na mariquita-vermelha.